# El Comercio
«Комерсио» (исп. El Comercio, читается эль коме́рсио — «Торговля») — качественная ежедневная газета, издаётся в Лиме, Перу с 1839 года. Является ведущим изданием группы «El Comercio SA», принадлежащей семье Миро Кесада (исп. Miró Quesada). 
Распространяется преимущественно в столице страны Лиме — согласно исследованию, проведённому в 2007 году KPMG, лишь 7,67% тиража газеты распространяется в провинции. В столице является второй по популярности ежедневной газетой с охватом 7,7% (2008). Единственная перуанская ежедневная газета, имеющая особое воскресное издание, тираж которого примерно в 2 раза превышает тираж будничных изданий. Основная часть читателей — экономически активная часть населения между 26 и 50 годами, относящиеся к среднему и высшему классам (63%). Тираж в 2007 году — 109 982 (4 место в стране), при этом на долю газеты приходится более 50% рекламного рынка печатной прессы. 40,7% тиража распространяется по подписке.